# جوناثان سوان
جوناثان سوان (بالإنجليزية: Jonathan Swan)‏ هو صحفي أسترالي، ولد في 7 أغسطس 1985.